# Вирцбург
Вирцбург (њем. Würzburg) општина је у њемачкој савезној држави Баварска. Посједује регионалну шифру (AGS) 9663000, NUTS (DE263) и LOCODE (DE WUE) код. Град се налази на реци Мајни. Изнад града се налази тврђава Маријенберг. Стари мост на Мајни из 1473–1543. један је од симбола града.
Бивши бискупски дворац, „Вирцбуршка резиденција“, је споменик који припада УНЕСКО-вом културном наслеђу човечанства.

## Историја
- 704 : град Вирцбург се помиње по први пут. Хришћанство су у град донели Свети Килијан, Колонат и Тотнан.
- 742 : бискуп Буркард оснива бискупију у Вирцбургу
- 1030 : бискуп постаје господар града. Овај догађај се прославља изградњом катедрале 1040-1188.
- 1402 : оснива се Универзитет
- 1476 : јерес Ханса Бема
- 1631 : Шведски краљ Густав II Адолф је освојио Вирцбург
- 1720-1744 : гради се Бискупска резиденција
- 1814 : град постаје део Баварске
- 1817 : Вирцбург постаје главни град Доње Франконије
- 1895 : Вилхелм Конрад Рендген је открио рендгенске зраке
- За време Првог светског рата у граду је постојао велики логор за ратне заробљенике
- 1945 (16. март) Град је тешко бомбардован. За 20 минута погинуло је 5000 људи и више од 80% центра града је уништено
- 2004 : град је прославио 13 векова постојања

## Географија
Општина се налази на надморској висини од 177 метара. Површина општине износи 87,6 km².

## Становништво
У самом мјесту је, према процјени из 2010. године, живјело 133.501 становника. Просјечна густина становништва износи 1.523 становника/km².

## Међународна сарадња
| Мјесто    | Држава               | Врста сарадње | Од    |
| --------- | -------------------- | ------------- | ----- |
| Рочестер  | САД                  | партнерство   | 1964. |
|           | Шведска              | партнерство   | 1992. |
| Оцу       | Јапан                | партнерство   | 1979. |
| Данди     | Уједињено Краљевство | партнерство   | 1962. |
| Кан       | Француска            | партнерство   | 1962. |
| Мванза    | Танзанија            | партнерство   | 1966. |
| Саламанка | Шпанија              | партнерство   | 1980. |
| Трутнов   | Чешка                | партнерство   | 2008. |
| Бреј      | Ирска                | партнерство   | 1998. |
| Извор     |                      |               |       |

### Познати људи рођени у Вирцбургу
- 1220–1230 : Конрад из Вирцбурга, један од Мајстора-певача
- око 1470 Матијас Гриневалд, сликар, аутор Изенхајмског олтара
- 1749 : Георг Јозеф Фоглер, композитор и теолог
- 1796 : Филип Франц фон Зиболд, лекар и природњак
- 1826 : Карл Гегенбаур, зоолог
- 1890 : Алфред Јодл, генерал-пуковник, начелник Оперативног одељења Врховне команде Вермахата
- 1901 : Вернер Хајзенберг, физичар (Нобелова награда за физику 1932)
- 1975 : Франк Бауман, фудбалер
- 1978 : Дирк Новицки, кошаркаш

## Галерија слика
- Вртови бискупске резиденције
- Унутрашњост тврђаве Маријенберг
- Статуа св. Килијана на старом мосту
- Градска већница
- Нојминстер
- Црква св. Марије
- Капела